# HIStory World Tour
HIStory World Tour bylo v pořadí třetí světové turné amerického zpěváka Michaela Jacksona, které započalo 7. září 1996 v Praze a skončilo 15. října 1997 v Durbanu v Jihoafrické republice. Trvalo 1 rok, 1 měsíc a 8 dní. Turné proběhlo v 58 městech, 35 zemích a na 4 kontinentech. Michael Jackson odehrál za jeho trvání 82 koncertů, které dohromady navštívilo cca 4,5 milionu diváků. Průměrná návštěvnost koncertu byla 54 878 lidí. I když Jackson nevystupoval na území USA (kromě Havaje), jedná se o jeho nejúspěšnější koncertní šňůru, která také byla jeho vůbec posledním turné.

## Turné
Turné započalo koncertem 7. září 1996 na Letenské pláni v Praze. Na koncert tehdy dorazilo přes 125 000 diváků, čímž se stal jedním z největších za Jacksonovu kariéru. Šňůra pokračovala do východní Evropy, Afriky atd.